# Phrynobatrachus acridoides
Phrynobatrachus acridoides is een kikker uit de familie Phrynobatrachidae en het geslacht Phrynobatrachus. De soort werd voor het eerst wetenschappelijk beschreven door Edward Drinker Cope in 1867. Oorspronkelijk werd de wetenschappelijke naam Staurois acridoides gebruikt. Er is nog geen Nederlandse naam voor deze soort.
De kikker komt voor in delen van Afrika en leeft in de landen Kenia, Malawi, Mozambique, Somalië, Zuid-Afrika, Tanzania en Zimbabwe.